# Neobouteloua pauciracemosa
Neobouteloua pauciracemosa är en gräsart som beskrevs av M.G.López och Biurrun. Neobouteloua pauciracemosa ingår i släktet Neobouteloua och familjen gräs. Inga underarter finns listade i Catalogue of Life.